# Intuit Dome
Der Intuit Dome ist eine Mehrzweckhalle in der US-amerikanischen Stadt Inglewood im Bundesstaat Kalifornien. Der Neubau mit 18.000 Sitzplätzen im Los Angeles County ist die neue Heimspielstätte der Los Angeles Clippers aus der National Basketball Association (NBA). Der Baugrund der Basketballarena grenzt an die Südwestecke des Geländes des SoFi Stadium, dem 2020 fertiggestellten Stadion der Los Angeles Rams und der Los Angeles Chargers aus der National Football League (NFL) und dem Hollywood Park. Etwa fünf Meilen westlich liegt der Los Angeles International Airport.

## Geschichte
Von 1999 bis 2024 teilten sich die Clippers die Crypto.com Arena mit dem zweiten NBA-Franchise aus Los Angeles, den Los Angeles Lakers, sowie den Los Angeles Kings aus der National Hockey League (NHL) und den Los Angeles Sparks aus der Women’s National Basketball Association (WNBA). Der Mietvertrag lief über 25 Jahre (bis 2024). Die Clippers planten, zur Saison 2024/25 in eine neue, eigene Halle umzuziehen. Der Milliardär und frühere CEO von Microsoft Steve Ballmer, der seit August 2014 Besitzer des Franchises ist, war der Meinung, dass die Clippers eine eigene Halle brauchen. Im Juli 2019 wurden die Pläne für das privatfinanzierte IBEC (Inglewood Basketball and Entertainment Center) veröffentlicht. Der Entwurf stammte von AECOM aus Los Angeles. Die Entwurf sah eine elliptische Form vor. Die Gebäudehülle besteht aus einer Reihe rautenförmiger, miteinander verwobener Metallplatten, die an das Netz eines Basketballkorbs erinnern. Die neue Heimat der Clippers ist auch das Hauptquartier des Franchises, Trainingsmöglichkeiten für die Spieler, Büros, ein Gemeindezentrum und Läden bieten.
Die Pläne stießen sofort auf Widerstand bei der Holding Madison Square Garden Company (MSG Company), die damals der Besitzer und Betreiber der 1967 eröffneten Mehrzweckarena The Forum, ehemalige Spielstätte der Lakers, war. Das Forum, das heute hauptsächlich als Konzertarena genutzt wird, liegt an der nordwestlichen Ecke am Gelände des SoFi Stadium, nur rund eine Meile vom IBEC entfernt. Da in der neuen Arena auch Konzerte stattfinden, wäre ein Konkurrent zum Forum entstanden. Dies wollte MSG verhindern und es wurden mehrere Klagen gegen die Stadt Inglewood und die Los Angeles Clippers eingereicht. Auch eine Gruppe von Einwohnern war gegen den Bau des IBEC. Sie waren dafür, dass der öffentliche Baugrund zur Errichtung von günstigen Wohnungen genutzt werden solle. Sie reichten am 19. Juni 2018 Zivilklage gegen die Stadt Inglewood ein. Im Dezember 2018 reichte Murphy’s Bowl, ein Unternehmen, das zu den Clippers gehört, Gegenklage gegen die MSG Company ein. Die Clippers behaupteten, dass die MSG Company versucht, mit den Klagen den Bau und damit den Wettbewerb mit dem Forum zu verhindern. Im November 2019 entschied Richter Daniel Murphy vom Los Angeles Superior Court gegen die Klage der Einwohner.
Das California Air Resources Board (CARB) genehmigte am 4. Dezember 2019 nach fast einem Jahr Verhandlungen den Bau, nachdem die Umweltauswirkungen der Arena bewertet worden waren. Das Projekt der Arena für 1,2 Mrd. US-Dollar umfasste auch 330 Ladestationen für Elektroautos an der Arena und zwei Elektrobusse sowie zehn Elektroautos für den städtischen Fuhrpark. Es sollten 1000 Ladegeräte für private Haushalte im Umkreis finanziert werden. Darüber hinaus 1000 Bäume gepflanzt werden. Es wurde gehofft, dass die Veranstaltungshalle mit Platin im System LEED (Leadership in Energy and Environmental Design) zertifiziert wird. Am 24. März 2020 einigten sich Ballmer und die Madison Square Garden Company auf den Kauf des Forum für 400 Mio. US-Dollar (in bar) und beendeten damit die rechtlichen Streitigkeiten. Das Forum wird weiter als Konzerthalle genutzt. Alle damaligen Mitarbeiter wurden übernommen.
Anfang September 2020 bekam das Franchise die endgültige Genehmigung von der Stadt Inglewood zum Bau der neuen Clippers-Arena. Damit konnte die Errichtung, fast wie geplant, im September statt im Sommer 2021 beginnen. Die Clippers gaben auch den Kauf des öffentlichen Grundstücks für das IBEC für 66,25 Mio. US-Dollar bekannt. Mit der Entscheidung öffneten die Los Angeles Clippers die Warteliste für den Dauerkartenverkauf. Zusammen mit der Sportagentur CAA Sports wurde ein Namenssponsor für die Arena gesucht.
Am 17. September 2021 wurde bekannt, dass die Clippers mit dem US-amerikanischen Hersteller von Standardanwendungssoftware Intuit einen Sponsoringvertrag über 23 Jahre vereinbart haben. Die neue Heimat werde den Namen Intuit Dome tragen. Die Bekanntgabe fiel mit dem ersten Spatenstich für die damals 1,8 Mrd. US-Dollar teuren Arena zusammen. Am 16. Januar 2024 gab die NBA bekannt, dass am 15. Februar 2026 das 75. NBA All-Star Game im Intuit Dome der Clippers stattfinden soll.
Am 15. August 2024 wurde die neue, zwei Mrd. US-Dollar (rund 1,81 Mrd. Euro) teure, Heimat der LA Clippers eröffnet. Der US-amerikanische R&B-Sänger Bruno Mars gab das erste von zwei Konzerten vor ausverkaufter Arena. Anfänglich gab es technische Probleme mit den Einlass- und Ticketsystemen, die aber behoben werden konnten. Statt geplantem Start um 21:00 Uhr Ortszeit ging das Konzert um 21:40 Uhr los. Als Gaststar trat Lady Gaga mit Mars auf. Die Arena ist für das Frauen- und das Männer-Basketballturnier der Olympischen Sommerspiele 2028 in Los Angeles eingeplant.
Ihren ersten Auftritt hatten die Clippers am 14. Oktober 2024 mit einem Spiel der Preseason gegen die Dallas Mavericks. L.A. gewann die Partie vor 13.400 Zuschauern mit 110:96. Das erste Heimspiel der Clippers in der NBA-Saison 2024/25 fand am 23. Oktober 2024 gegen die Phoenix Suns statt und ging mit 113:116 verloren.

## Stehplätze
Der Intuit Dome verfügt 2025 über die einzige Stehplatztribüne der NBA mit 4.500 Plätzen hinter einem der Körbe, die speziell für Studenten und Clippers-Fans reserviert ist.

## Galerie

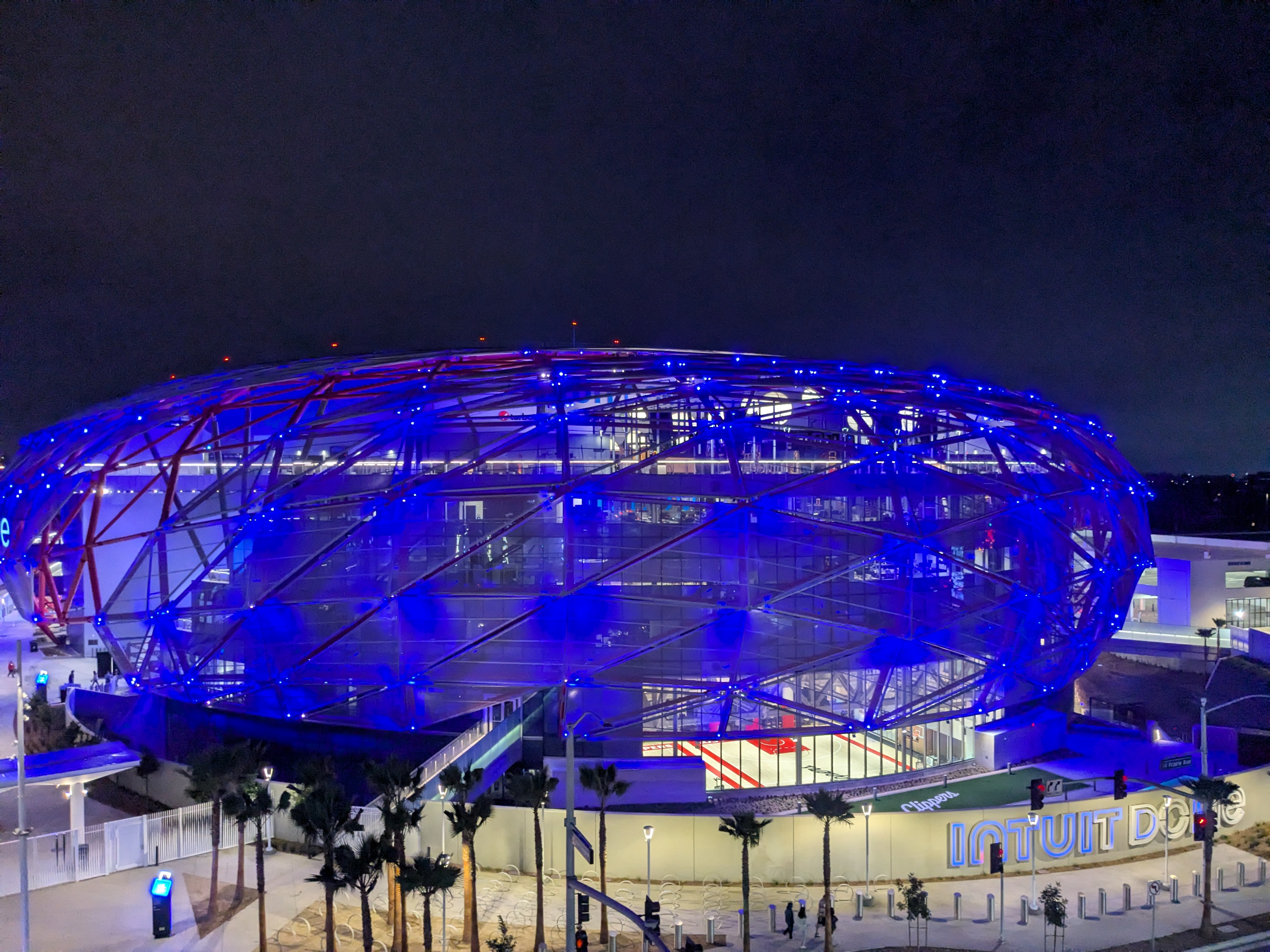
Ostseite der Halle (Oktober 2024)
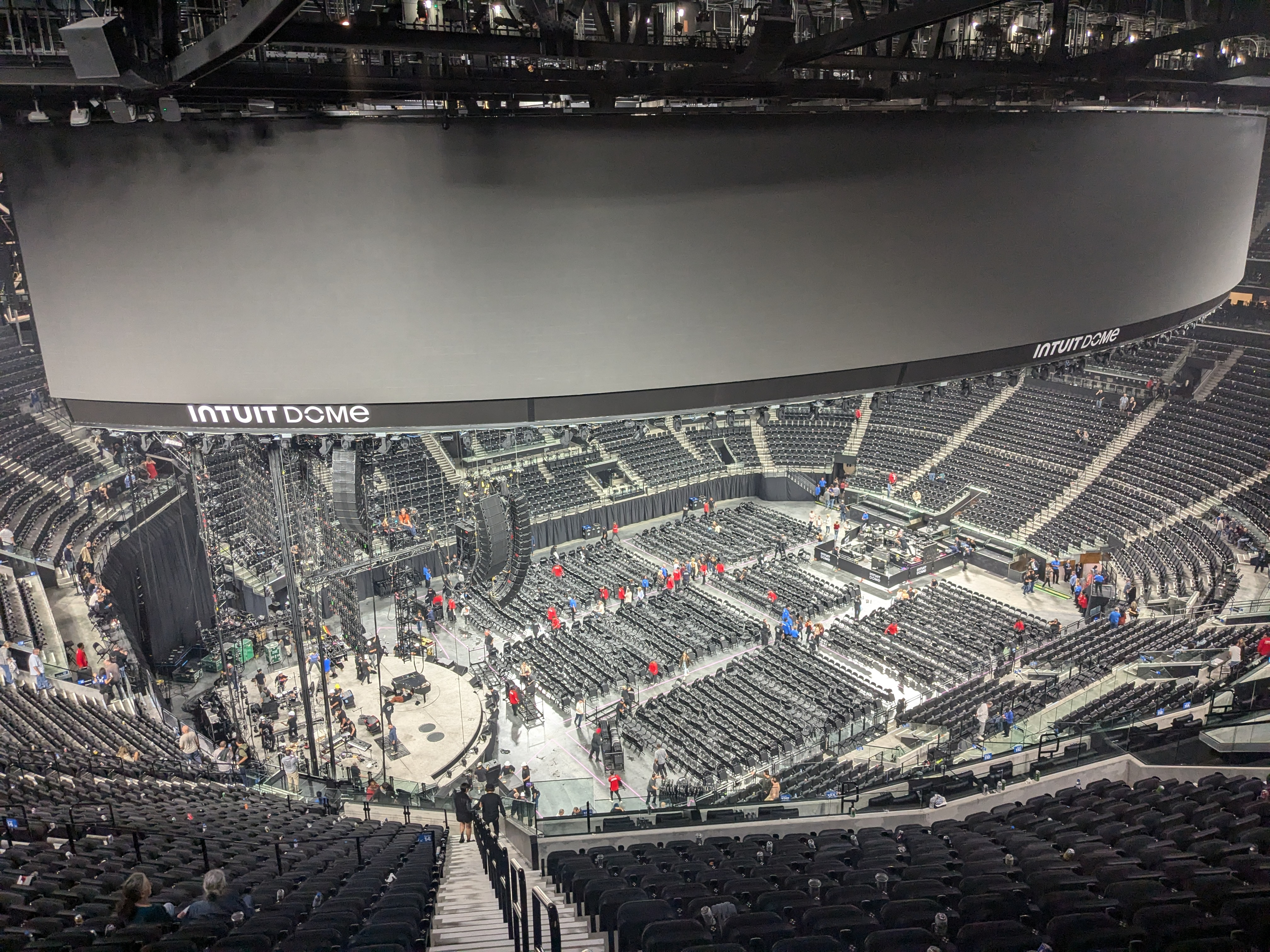
Der Intuit Dome mit Konzertausstattung (Oktober 2024)
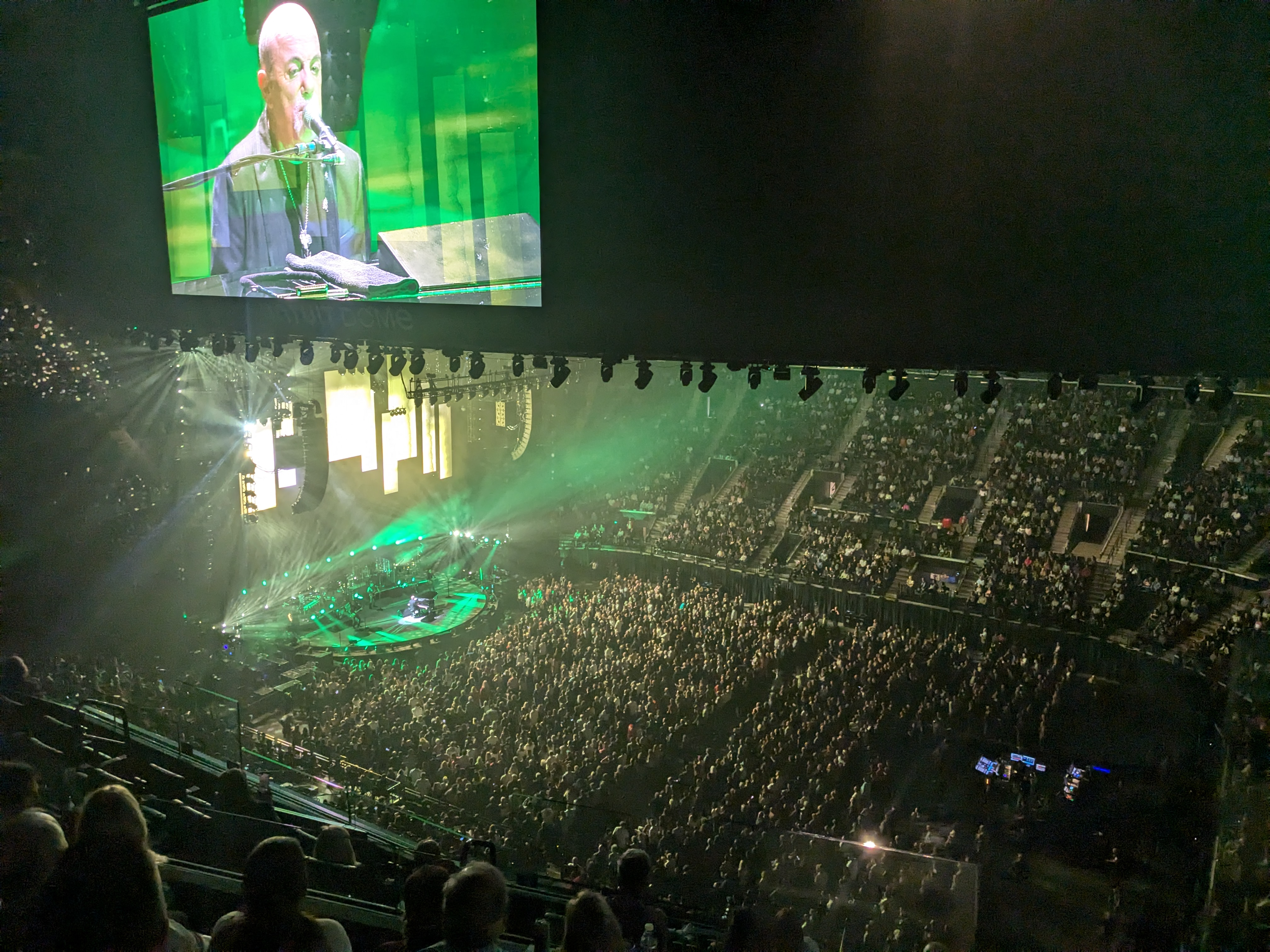
Konzert von Billy Joel am 12. Oktober 2024
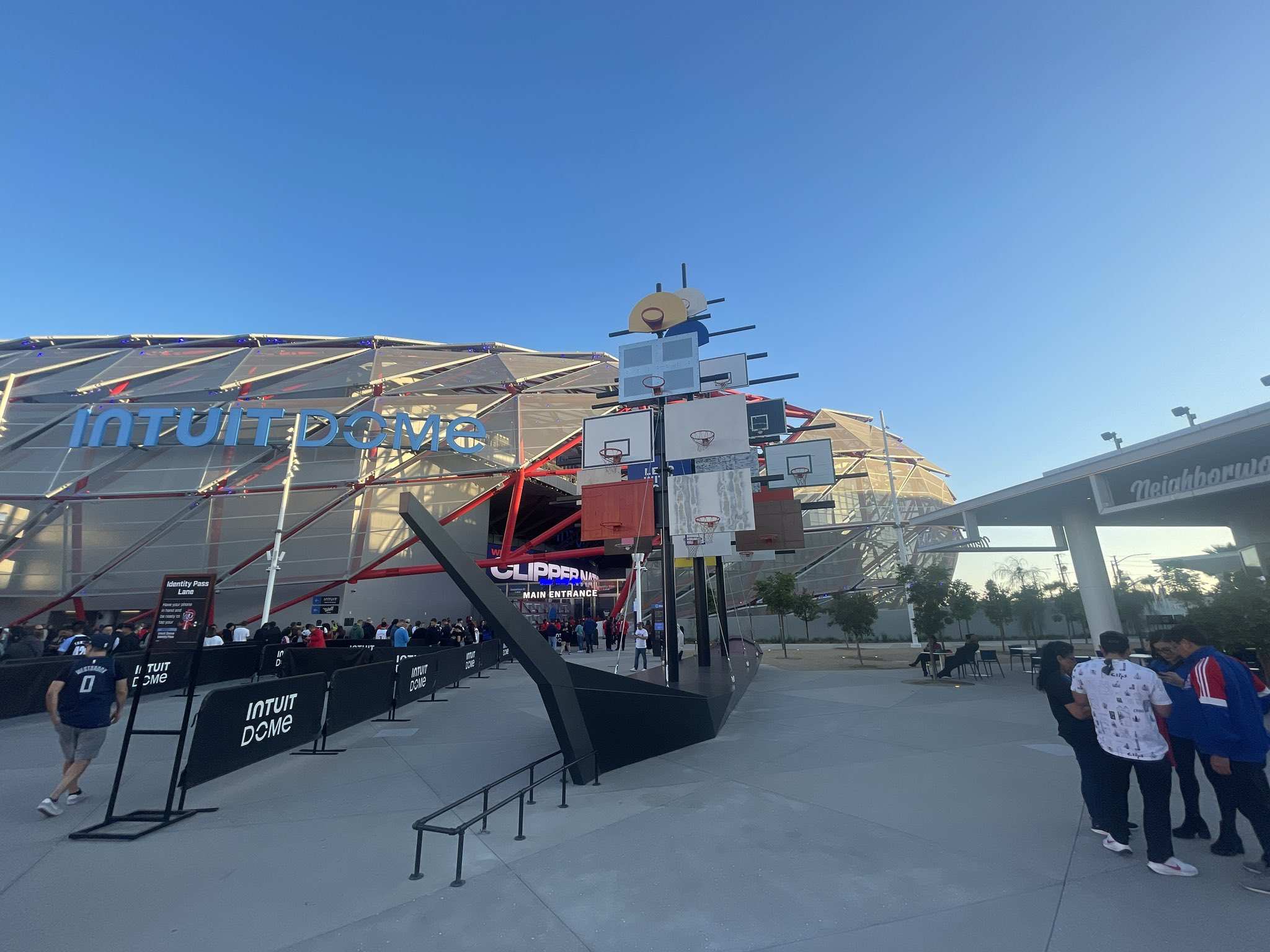
Der Haupteingang am 14. Oktober 2024